# Žan Grošelj
Žan Grošelj, slovenski alpski smučar, * 5. oktober 1993. 
Grošelj je bil član kluba SK Olimpija. Nastopil je na svetovnih mladinskih prvenstvih v letih 2012 in 2014, ko je dosegel svojo najboljšo uvrstitev z 12. mestom v slalomu. Na svetovnih prvenstvih je nastopil edinkrat leta 2017 v St. Moritzu, kjer je v slalomu odstopil. V svetovnem pokalu je tekmoval pet sezon med letoma 2014 in 2018. Debitiral je 9. marca 2014 na slalomu za Pokal Vitranc v Kranjski Gori. Skupno je sedemnajstkrat nastopil v svetovnem pokalu, dvanajstkrat v slalomu in petkrat v veleslalomu, nikoli se mu ni uspelo uvrstiti v drugo vožnjo. V sezoni 2017/18 je postal slovenski državni prvak v veleslalomu.